# Mankind Quarterly
 Мэнкайнд Куотерли (англ. Mankind Quarterly, дословно Ежеквартальник человечества) — британский рецензируемый научный журнал, известный как «краеугольный камень влиятельных кругов научного расизма», «журнал сторонников превосходства белых», «печально известный расистский журнал» и «[издание] поддерживающее пламя научного расизма». Содержит статьи по физической, социальной и культурной антропологии и издаётся Ольстерским институтом социальных исследований, председателем которого является Ричард Линн.
В журнале публикуются статьи по эволюции человека, интеллекту, этнографии, лингвистике, мифологии, археологии и т. д. Одной из целей журнала является стремление объединить антропологию и биологию.

## История
Основан в 1961 году на деньги сторонника евгеники Уиклиффа Дрейпера через некоммерческий фонд Pioneer Fund. Основателями журнала были Роберт Гейри, Генри Гарретт, Роджером Пирсон, Коррадо Джини, Луиджи Гедда (почётный член редакции), Отмар фон Вершуер и Реджинальд Гейтс. В первые годы работы редактором журнала также был Герберт Сэнборн. Первоначально журнал издавался Международной ассоциацией продвижения этнологии и евгеники, основанной Дрейпером.
Одной из вероятных предпосылок создания журнала было объявление расы невалидной биологической характеристикой ЮНЕСКО и вынесенное в 1954 году решение Верховного Суда США по делу «Браун против Совета по образованию», отменившее расовую сегрегацию в американских школах.
В 1961 году физический антрополог Хуан Комас опубликовал серию статей, жёстко критиковавших журнал и утверждавших, что там под видом науки воспроизводится опровергнутая расовая идеология, в частности, нордизм и антисемитизм. После выхода первого номера журнала в 1963 году опубликовавшиеся там Омар фон Эренфельс, Трилоки Натх Мадан и Хуан Комас сообщили, что редакция журнала предвзята и ввела их в заблуждение. В ответ на это в журнале вышло несколько статей, отвечавших на претензии и критиковавших Комаса. В публикации в журнале Current Anthropology Комас заявил, что выход в Mankind Quarterly отзыва Джеймса Грегора на книгу Комаса Racial Myths политически мотивирован. По словам Комаса, журнал искажает образ физической антропологии как дисциплины, так как следует устаревшим представлениям о расах, в частности, утверждая, что евреи считались «биологической расой» в годы существования расовой биологии. Другие антропологи сообщали, что абзацы, противоречащие расовой идеологии редакции, удаляли из статей перед публикацией, не получив согласия авторов.
Внимание к журналу было привлечено во время дебатов после выхода книги Bell Curve в 1990-х годах, когда противники книги сделали достоянием общественности тот факт, что некоторые процитированные там работы были опубликованы в Mankind Quarterly. В рецензии на книгу в The New York Review of Books автор Чарльз Лейн указал, что среди включённых в библиографию авторов 17 публиковались в Mankind Quarterly, а 10 были там редакторами; сам журнал он назвал «известным журналом по „расовой истории“, основанным и спонсируемым людьми, которые верят в генетическое превосходство белой расы».
После смерти Гейтса позиция была предложена антропологу Карлтону Стивенсу Куну, симпатизировавшему расовым и наследственным взглядам редакции журнала, но он отклонил это предложение со словами: «Я боюсь, что для профессионального антрополога соласие стать членом редакции подобно поцелую смерти».
Финансирование журнала осуществляется за счёт грантов. Так, Роджер Пирсон в 1980—1990-х годах получил от Pioneer Fund гранты на сумму более одного миллиона долларов.
С 1979 года журнал издавался Советом по социально-экономическим исследованиям (англ. Council for Social and Economic Studies). С 2015 года издателем выступает Ольстерский институт социальных исследований, возглавляемый Ричардом Линном.

## Редакция коллегия
главный редактор
- Герхард Мейзенберг[нем.] — профессор биохимии Медицинской школы Университета Росса[англ.].

заместитель главного редактора
- Ричард Линн — профессор психологии Ольстерского университета.

члены
- Юри Аллик — профессор экспериментальной психологии Тартуского университет, академик Эстонской академии наук.
- Салах Аддин Фарах Атталлах Бахиет — профессор кафедры специальной педагогики  Университета имени короля Сауда[англ.].
- Адель Абдул-Джалил Баттерджи[англ.] — предприниматель и филантроп.
- Брунетто Чиарелли — профессор кафедры биологии Флорентийского университета
- Джелена Чворович — старший научный сотрудник Института этнографии Сербской академии наук и искусств.
- Эдвард Даттон[фин.] — адъюнкт-профессор кафедры антропологии Университета Оулу.
- Ли Эллис — профессор кафедры антропологии и социологии Университета Малайя.
- Мишель Эрнандес — профессор кафедры культуры и общества Палермского университета.
- Аурелио Хосе Фигуередо — профессор психологии Аризонского университета.
- Хелдже Каарма — ассоциированный профессор-эмерит медицинского факультета Тартуского университета.
- Умберто Мелотти — профессор кафедры общественных наук и экономики Римского университета Ла Сапиенца.
- Эдвард Маккарти Миллер[англ.] — профессор кафедры экономики и финансов Новоорлеанского университета.
- Адриан Поруциуц — профессор кафедр словесности Ясского университета имени А. И. Кузы.
- Горан Штркальдж — ассоциированный профессор кафедры хиропрактики Университета Маккуори.
- Дмитрий Ушаков — доктор психологических наук, заведующий лабораторией психологии и психофизиологии творчества Института психологии РАН.

## Критика
Журнал впервые был подвергнут резкой критике уже в 1961 году, когда известный физический антрополог Хуан Комас опубликовал несколько разгромных статей, в которых отмечал, что издание запятнало себя воспроизводством под видом науки таких расистских идей, как нордизм и антисемитизм. Критика Комаса вызвала ряд откликов и ответную критику со стороны редакции опубликованные на страницах самого журнала, включая крайне резкую рецензию Джеймса А. Грегора (англ. James A Gregor) на монографию Комаса «Расовые мифы» (англ. Racial Myths). В дальнейшем Комас отмечал в Current Anthropology, что журнальные рецензии на эту его книгу имели политическую окраску, вроде заявлений, что евреи это «биологическая раса», как считали тогдашние расовые биологи. В 1962 году Умар Рольф фон Эхренфельс, Трилоки Нат Мадан и Хуан Комас отмечали, что деятельность редакции была предвзятой и вводила в заблуждение. В 1963 году Реджинальд Гейтс и Джеймс Грегор от лица редакции выступили с ответами на прозвучавшую критику. В свою очередь другие антропологии выражали своё возмущение тем, что редакция журнала позволяла себе исключать из статей авторов те пункты, с которыми она была несогласна.
Многие из тех, кто как-то связан с журналом, являются сторонниками херидетарионизма. Отмечается, что издание критикуется за приверженность крайне правым идеям, расизму и фашизму.
В 1990-е годы во время т. н. «войн „Колоколообразной кривой“» журнал привлёк широкое внимание, когда критики книги Ричарда Херрнстайна, Чарльза Мюррея обратили внимание на такой факт, что авторы ссылались на работы, которые первоначально были опубликованы в журнале Mankind Quarterly. Журналист Чарльз Лэйн в статье в The New York Review of Books отмечал, что в книге используются «паршивые источники», указывая, что семнадцать авторов, чьи работы отмечены в списке литературы, публиковались в журнале, а десять человек из указанных лиц в то или иное время являлись членами редакции. Сам же Лэйн оценил издание как «печально известный журнал „расовой истории“ основанный и финансируемый, людьми, которые верят в генетическое превосходство белой расы».